# Lagidiophthirus parvus
Lagidiophthirus parvus är en insektsart som först beskrevs av Kellogg och Ferris 1915.  Lagidiophthirus parvus ingår i släktet Lagidiophthirus och familjen ledlöss. Inga underarter finns listade i Catalogue of Life.